# Aéroport international de Ciudad Acuña
L'aéroport international de Ciudad Acuña (espagnol : Aeropuerto Internacional de Ciudad Acuña, code IATA : ACN • code OACI : MMCC • code DGAC M. : CAC) est un aéroport desservant Ciudad Acuña, une ville de l’État de Coahuila au nord du Mexique, près de la frontière entre les États-Unis et le Mexique et face à la ville Del Rio au Texas. 